# Diceratucha xenopis
Diceratucha xenopis är en fjärilsart som beskrevs av Oswald Beltram Lower 1902. Diceratucha xenopis ingår i släktet Diceratucha och familjen tandspinnare. Inga underarter finns listade i Catalogue of Life.